# Landwirtschaftskammer Bremen
Die Landwirtschaftskammer Bremen (LWK) ist eine Landwirtschaftskammer in der Freien Hansestadt Bremen als Körperschaft des öffentlichen Rechts und Selbstverwaltungsorgan.

## Geschichte
Am 28. April 1849 wurde aufgrund eines Gesetzes die  Kammer für Landwirthschaft in Bremen gegründet. Dieses war die erste Landwirtschaftskammer in Deutschland; erst 1894 folgte die nächste in Preußen. Nach der Verfassung der Freien Hansestadt Bremen von 1854 wurde in Bremen festgelegt, dass die Wahl zur Bürgerschaft durch Männer als Bürger Bremens in acht Klassen getrennt nach Gelehrten, Kaufleuten, Gewerbetreibende, Landwirten und sonstigen Bürgern aus Bremen, Bremerhaven, Vegesack und Landgebiet erfolgen sollte. Die Landwirte gehörten zur 7. Klasse. 1854 waren das 750 Bürger, die zehn Abgeordnete wählen konnten. Dem Vorstand der Kammer gehörten zunächst 20 Landwirte und zwei Senatoren an. 1871 gab es im Vorstand den Vorsitzenden, seinen Stellvertreter, den Rechnungsführer und den juristischen Beistand. 1898 wurde eine Landwirtschaftsschule gegründet.
Von 1916 bis zur Auflösung der Kammer im Oktober 1933 war Johann Depken deren Vorsitzender, nachdem er ab 1913 bereits stellvertretender Vorsitzender war.
1919 kaufte die Kammer das 1945 zerstörte Haus Altenwall Nr. 16. Die Kleingartenkammer und die Gartenbaukammer wurden 1921 Fachabteilung der Kammer. Im April 1933 wurde die Kleingartenkammer und im Oktober 1933 die Landwirtschaftskammer aufgelöst und sie ging in den Reichsnährstand (RNST) auf. 1934 wurde die Kreisbauernschaft Bremen im RNST gegründet, die auch im Haus Altenwall 16 ihren Sitz hatten.
1945 blieb die Kreisbauernschaft mit Sitz zunächst in der Marcusallee bestehen; zum Vorsitzende wurde Andree Bölken (später BDV, CDU) bestellt, der 1945/46 Senator für Ernährung war. 1948 wurde der Verein Landwirtschaftskammer Bremen gegründet. 1956 entstand durch Gesetz wieder die Landwirtschaftskammer Bremen mit der Gartenbaufachkammer. Bölken war bis 1960 Präsident der Landwirtschaftskammer. Die Kammer hatte seit 1964 eine Bürogemeinschaft mit dem Verein Stadt und Leben. Senator Hermann Mester (SPD) war von 1956 bis 1968: Vizepräsident der Landwirtschaftskammer. Hermann Borchers (CDU) und später Tölke Borchers (CDU) (etwa 1976 bis 1996) waren Präsidenten der Landwirtschaftskammer.
Präsident der Landwirtschaftskammer Bremen ist aktuell Ralf Hagens (Stand 2017). Der Sitz der Kammer ist in Bremen-Oberneuland, Johann-Neudoerffer-Straße Nr. 2 (Stand 2017).
Die Kammer ist Mitglied im Verband der Landwirtschaftskammern.

## Aufgaben
Die Landwirtschaftskammer hat die Aufgabe Landwirte zu beraten und zu informieren. Dazu gehört:
- Wirtschaftsberatung landwirtschaftlicher Erzeugung bei Tierhaltung und Ackerbau
- Beratung bei Agrarförderungsprogrammen
- Beratung u. a. bei Umschulungen oder Hofaufgaben sowie der Umsetzung der EU-Agrarreform
- Flächenanträge für Getreide, Ölsaaten, Eiweißpflanzen sowie Ausgleichszulage für benachteiligte Gebiete
- Beratung zu Programmen des Umweltsenators und des Senators für Wirtschaft und Häfen
- Betreuung der praktischen Berufsausbildung in den Betrieben für  Pferdezucht und -haltung